# Kala (luna)
Kala (grško Καλη: Kale) je Jupitrov naravni satelit (luna). Spada med  nepravilne lune z retrogradnim gibanjem. Je članica Karmine skupine Jupitrovih lun, ki krožijo okoli Jupitra v razdalji od 23 do 24 Gm in imajo naklon tira okoli 165°. 
Luno Kalo je leta 2001 odkrila skupina astronomov, ki jo je vodil Scott S. Sheppard z Univerze Havajev.  Prvotno so jo označili kot S/2001 J 8. Znana je tudi kot Jupiter XXV. Ime je dobila po eni izmed  harit Kali iz grške mitologije .
Luna Kala ima premer okoli 2 km in obkroža Jupiter v povprečni razdalji 23,217.000  km. Obkroži ga v  729  dneh 11  urah  in 17 minutah po tirnici, ki ima naklon tira okoli 165° glede na ekliptiko oziroma 166° na ekvator Jupitra. 
Njena gostota je ocenjena na 2,6 g/cm3, kar kaže, da je sestavljena iz kamnin. 
Luna izgleda zelo temna, ima odbojnost 0,04. Njen navidezni sij je 23,0 m.